# They Knew What They Wanted (sztuka)
They Knew What They Wanted – sztuka amerykańskiego dramatopisarza Sidneya Howarda, opublikowana w 1924. Dramat został wyróżniony Nagrodą Pulitzera za 1925. Był sfilmowany. Na jego podstawie Frank Loesser napisał musical The Most Happy Fella (1957). Sztuka opowiada o mieszkającym w Kalifornii starzejącym się włoskim imigrancie, który zapoznał się korespondencyjnie z kobietą.